# Austroagrion cyane
Austroagrion cyane – gatunek ważki z rodziny łątkowatych (Coenagrionidae).